# Вахан (византијски заповедник)
Вахан (Βαάνης, јерменски: Վահան) је био византијски војсковођа, magister utriusque militiae (627, 634—636). Највероватније је убијен недуго након битке код Јармука 636. године.
Крајем 627. пратио је Ираклија на последњем походу против Персије. Децембра исте године с одабраним војницима поразио је у боју Персијанце, убио њиховог заповедника и узео истакнуте заробљенике. Након пораза царевог брата Теодора код ел Џабије 30. јула 634, именован је за стратега. Његове даље активности су веома нејасне, али је, како се чини, 635. заједно са сакеларијем Теодором бранио област између Дамаска и Емесе од арапско-муслиманске експанзије. Заједно са сакеларијем Теодором, Шахрбаразовим сином Никитом и гасанидским краљем Џабалом узео је учешћа у бици код Јармука (20. август 636) која се завршила погубно по Византинце; према неким изворима Вахан је том приликом погинуо, а према другима је наводно преживео и отишао на Синај у испосништво. Византијски извори наводе да су уочи финалне битке Ваханове снаге напустиле Ираклија и извикале свог заповедника за цара.
Вахан је био родом Јерменин, заповедник градског гарнизоноа Емесе, био је постављен за врховног заповедника у бици код Јармука. Док су Вахан и део његових снага избегавали сукоб да не би били уништени у самој бици, арапска елитна коњица их је прогонила и уништила током њиховог каснијег повлачења на путу за Дамаск, иако један други извор наводи да је осрамоћен Вахан можда отишао у манастир на Синају. Арапски извори наглашавају „племенито и праведно понашање” Вахана у односу на друге римске заповеднике. Тврдње да су се Вахан или његови војници побунили против цара Ираклија пре Јармука, вероватно ће бити пропаганда да би се кривица за пораз приписала Јерменима.